# Seneca (Missouri)
Pour les articles homonymes, voir Seneca.
Seneca est une ville du Missouri, dans le comté de Newton, aux États-Unis d'Amérique. Elle comptait 2 390 habitants lors du recensement de 2010.

## Source
- (en) Cet article est partiellement ou en totalité issu de l’article de Wikipédia en anglais intitulé « Seneca, Missouri » (voir la liste des auteurs).